# De week van Willibrord
De week van Willibrord was een wekelijks actualiteiten-/documentaireprogramma gepresenteerd door Willibrord Frequin. Het werd vanaf 1996 eerst twee jaar uitgezonden op RTL 4, waarna het in 1998 verhuisde naar SBS6.

## Opzet
In het programma kaartte Frequin steeds een of enkele opmerkelijke misstanden aan, die al dan niet kort daarvoor in het (landelijke) nieuws waren geweest. Frequin nam het ook geregeld op voor personen die het slachtoffer waren geworden van oplichting of fraude (onder wie enkele terminale kankerpatiënten). Waar mogelijk zocht hij de rechtstreekse confrontatie, niet alleen met slachtoffers maar ook met daders door hen met een draaiende camera te verrassen. Niet zelden liep een dergelijke confrontatie sterk uit de hand, waardoor Frequin een enkele keer samen met zijn cameraploeg moest vluchten voordat hij een volledig interview had kunnen afnemen.
Een keer per jaar werd een samenvattend overzicht van hoogtepunten uit alle uitzendingen van dat jaar uitgezonden, Het jaar van Willibrord.

## Ontvangst
Het programma kreeg nogal wat kritiek omdat het te sensatiebelust zou zijn. Frequin werd met name bekritiseerd om de  manier waarop hij de personen die hij interviewde benaderde, dit werd door velen als onbeschoft gezien.

## Spraakmakende momenten
In 2001 was Bart de Graaff als BN'er te gast in De week van Willibrord. De uitzending werd opgenomen in het Zwitserse Fiesch. Een stunt van De Graaff met een skilift liep bijna verkeerd af, doordat de lift op grote hoogte vast kwam te zitten.